# New York Pro Musica
New York Pro Musica — первый в США профессиональный ансамбль старинной музыки. Основан американским хоровым дирижёром Ноа Гринбергом, существовал с 1952 по 1974 год.
В 1952 году Ноа Гринберг основал и возглавил ансамбль Pro Musica Antiqua, специализировавшийся на исполнении музыки средних веков, Ренессанса и раннего барокко. В апреле 1953 года состоялся первый концерт коллектива; в том же году он был переименован в New York Pro Musica, во избежание путаницы с одноимённым брюссельским ансамблем Саффорда Кейпа. В ранний состав входили Рассел Оберлин (первый в США контратенор), Чарльз Бресслер (тенор), Бетани Бердсли (сопрано), Бернард Крейнис (блокфлейта) и Лану Давенпорт (блокфлейта, крумгорн); в разные годы в числе участников были Джудит Давидоф (виола), Джен де Гаэтани (меццо-сопрано), Шелли Граскин (Shelley Gruskin, флейта, крумгорн, раушпфайф), Мэри Спрингфелс (Mary Springfels, виола да гамба, виела) и другие.
Главной задачей ансамбля была популяризация старинной музыки и аутентичного исполнительства. Особо широкую известность получил осуществлённый под руководством Гринберга опыт воссоздания литургических драм XII века, «Действа о Данииле» (The Play of Daniel, 1958) и «Действа об Ироде» (The Play of Herod, 1963), впервые открывший средневековую музыку широкой публике. Сопроводительный текст к первой из них, на современном английском языке, написал поэт У. Х. Оден, тесно сотрудничавший с ансамблем. Впоследствии театрализованные обработки этих драм представлялись ансамблем ежегодно вплоть до его распада.
Ансамбль много гастролировал, в том числе в Европе, СССР (1964) и Южной Америке (1965, 1972), давая на пике своей популярности более 150 концертов в год. За время своего существования Pro Musica записала более 20 пластинок, в том числе Music of the Medieval Court and Countryside (1957), Elizabethan and Jacobean Ayres, Madrigals, and Dances (1959) и Spanish Music of the Renaissance (1960). При ансамбле функционировали школа для исполнителей и исследовательский центр; имелась обширная библиотека и коллекция музыкальных инструментов.
В 1966 году не стало Ноа Гринберга, и ансамбль возглавил Джон Ривз Уайт, преподаватель музыкальной теории из Индианского университета. В дальнейшем коллектив возглавляли Пол Мэйнард (Paul Maynard, 1970—1972) и Джордж Хаул (George Houle, 1972—1974). В 1974 году коллектив прекратил своё существование.